# Octobre 1879

## Événements
- Organisation du premier congrès des syndicats ouvriers en Australie ( Intercolonial Trade Union Congress, Sydney). Les syndicats, qui existent depuis plusieurs années, avait déjà réclamé l’établissement de la journée de travail de huit heures.
- Devant la pression des puissances occidentales, le ministère roumain de Bratianu accepte de réviser l’article 7 de la constitution qui écarte les Juifs de la citoyenneté. Les Juifs peuvent devenir citoyens roumains, mais restent exclus de la possession de terre.

- 6 octobre : victoire britannique à Charasiab. Kaboul est occupée par les forces anglo-indiennes. Yakoub Khan, fils de Shir Ali Khan, qui avait pris la succession, est contraint d’abdiquer.

- 7 octobre : Duplice. Confirmation de l’alliance austro-allemande, alliance défensive contre la Russie. Ce traité d’assistance militaire consacre la fin de la ligue des trois empereurs à la suite de la guerre russo-turque dans les Balkans, qui a démontré que les intérêts stratégiques de la Russie s’opposaient à ceux de Vienne. Deux axes émergent, l’un franco-russe, l’autre austro-allemand.

- 8 octobre, guerre du Pacifique : combat naval de Angamos.

- 20 octobre : signature du traité sino-russe de Livadiá par l'ambassadeur Chonghou, qui sera désavoué à son retour à Pékin et condamné à mort. La Russie occupe une partie de la vallée de l'Ili.

- 21 octobre : fondation de la Ligue agraire irlandaise, dirigée par le fenian Michael Davitt, elle est destinée à protéger les paysans contre les huissiers et les percepteurs de loyers. Charles Parnell dirige le groupe des députés nationalistes irlandais aux Communes.

- 31 octobre : Joseph-Adolphe Chapleau devient le premier ministre du Québec, remplaçant Henri-Gustave Joly de Lotbinière. Mise en place de son gouvernement.

## Naissances
- 6 octobre : James Langstaff Bowman, politicien manitobain.
- 9 octobre : William Warren, premier ministre de Terre-Neuve.
- 14 octobre : Henri Pérignon, supercentenaire français († 18 juin 1990).
- 26 octobre : Léon Trotsky, révolutionnaire soviétique.

## Décès
- 7 octobre : William Henry Pope, père de la Confédération.